# Pavetta plumosa
Espèce
Pavetta plumosa Hutch. & Dalziel est une espèce de buissons de la famille des Rubiaceae et du genre Pavetta, selon la classification phylogénétique. Elle est endémique du Cameroun.

## Distribution
En 1928 Mildbraed a récolté des spécimens à la plantation de Likomba, à 15-35 km au nord-est de Limbé (région du Sud-Ouest), à une altitude comprise entre 50 et 100 m.